# Contra vim mortis non est medicamen in hortis
Contra vim mortis non est medicamen in hortis è una locuzione latina il cui significato è "contro la potenza della morte non c'è medicamento negli orti". Com'è intuibile, significa che neppure l'arte medica (che si rifaceva molto alle erbe medicinali, da qui il riferimento agli orti) può contrastare la venuta della morte; in altre parole, può essere intesa come un aforisma: "alla morte non c'è rimedio". Al pari di molte altre massime della tradizione latina, la frase rispecchia l'andamento metrico dell'esametro, per cui ne sono state ricavate anche traduzioni verseggiate e in rima, più facilmente memorizzabili visto il netto prevalere della trasmissione orale su quella scritta, come ad esempio "Contra la forza che l'uomo vuol morto, erba non trovi che cresca nell'orto".
L'espressione, di provenienza medievale, viene fatta risalire tradizionalmente alla Scuola Medica Salernitana e ai versi del suo Regimen Sanitatis in cui, al capitolo 60, dedicato alla salvia, compare il testo seguente:
«Cur moriatur homo, cui salvia crescit in horto?
Contra vim mortis non est medicamen in hortis.
Salvia confortat nervos, manuumque tremorem
tollit, et eius ope febris acuta fugit.
Salvia, castoreum, lavandula, primula veris,
nasturtius, athanasa: haec sanant paralytica membra.
Salvia salvatrix, naturae conciliatrix.»
Perché muore l'uomo a cui cresce la salvia nell'orto?
Contro la forza della morte non c'è medicina negli orti.
La salvia rafforza i nervi, toglie il tremore delle
mani e per suo intervento la febbre alta se ne va.
La salvia, il castoreo, la lavandula, la primula odorosa,
il nasturzio e l'atanasia risanano le membra paralizzate.
Oh salvia salvatrice, armonizzatrice della natura!
Il che spiega il motivo per cui l'espressione, benché utilizzata il più delle volte da sola con chiaro valore di "sentenza", compaia talvolta accostata alle proprietà terapeutiche delle erbe in genere e della salvia in particolare. La tradizione orale ha favorito l'insorgere di alcune varianti: dal semplice scambio fra i termini medicamen e medicamentum a formule variamente elaborate del tipo Contra vim mortis non crescit herba/salvia in hortis o Contra vim mortis nullum medicamentum est.
Il gesuita polacco secentesco Jan Wielewicki narra che questo aforisma fu pronunciato dal re Sigismondo III di Svezia sul letto di morte.